# 住吉町 (恵庭市)
住吉町（すみよしちょう）は北海道恵庭市の地名。郵便番号は061-1441。人口は1,702人、世帯数は938世帯。

## 地理
JR恵庭駅の南に位置している地域。住吉町内は北海道道46号江別恵庭線（旧国道36号）と団地中央通が通っており、沿道は柏木戸磯通と恵庭公園大通と恵庭駅通がある。

## 歴史

### 沿革
- 1961年（昭和36年）- 大字漁村の一部から文京町に町名変更[4]。
- 1981年（昭和56年）- 文京町の一部が幸町・柏木町に編入、字柏木の一部を編入[4]。
- 1996年（平成8年）10月7日 - 文京町1 - 4丁目に住居表示変更[5]。

### 町名の変遷
町名の変遷は以下の通り。
| 実施内容     | 実施年月日 | 実施前   | 実施後 |
| ------------ | ---------- | -------- | ------ |
| 町名地番変更 | 1961年     | 大字漁村 | 文京町 |

## 人口と世帯数
2023年9月30日現在の人口と世帯数は以下の通り。
| 町・丁      | 人口    | 世帯    |
| ----------- | ------- | ------- |
| 住吉町1丁目 | 243人   | 131世帯 |
| 住吉町2丁目 | 476人   | 291世帯 |
| 住吉町3丁目 | 579人   | 293世帯 |
| 住吉町4丁目 | 404人   | 223世帯 |
| 計          | 1,702人 | 938世帯 |

### 人口の変遷
国勢調査による人口数の推移。
| 1995年（平成7年）  | 1,770人 | [ 6 ]  |  |
| 2000年（平成12年） | 1,806人 | [ 7 ]  |  |
| 2005年（平成17年） | 1,715人 | [ 8 ]  |  |
| 2010年（平成22年） | 1,840人 | [ 9 ]  |  |
| 2015年（平成27年） | 1,823人 | [ 10 ] |  |
| 2020年（令和2年）  | 1,856人 | [ 11 ] |  |

### 世帯数の変遷
国勢調査による世帯数の推移。
| 1995年（平成7年）  | 644世帯 | [ 6 ]  |  |
| 2000年（平成12年） | 699世帯 | [ 7 ]  |  |
| 2005年（平成17年） | 670世帯 | [ 8 ]  |  |
| 2010年（平成22年） | 758世帯 | [ 9 ]  |  |
| 2015年（平成27年） | 786世帯 | [ 10 ] |  |
| 2020年（令和2年）  | 812世帯 | [ 11 ] |  |

## 小・中学校の通学区
小・中学校の通学区は以下の通り。
| 町・丁      | 街区    | 小学校             | 中学校             |
| ----------- | ------- | ------------------ | ------------------ |
| 住吉町1丁目 | 1 - 4番 | 恵庭市立恵庭小学校 | 恵庭市立恵明中学校 |
| 住吉町2丁目 | 1 - 4番 | 恵庭市立恵庭小学校 | 恵庭市立恵明中学校 |
| 住吉町1丁目 | 5番 -   | 恵庭市立和光小学校 | 恵庭市立恵明中学校 |
| 住吉町2丁目 | 5番 -   | 恵庭市立和光小学校 | 恵庭市立恵明中学校 |
| 住吉町3丁目 | 全域    | 恵庭市立和光小学校 | 恵庭市立恵明中学校 |
| 住吉町4丁目 | 全域    | 恵庭市立和光小学校 | 恵庭市立恵明中学校 |

## 交通

### バス
- えにわコミュニティバス（ecoバス）
  - 「住吉町4丁目」停留所がある[13]。

### 道路
- 一般道道
  - 北海道道46号江別恵庭線（旧国道36号）[14]
- 都市計画道路
  - 3・3・102 恵庭公園大通[14]
  - 3・4・109 恵庭駅通[14]
  - 3・4・110 柏木戸磯通[14]
  - 3・4・123 団地中央通[14]

## 施設
教育
- クラーク幼稚園（住吉町3丁目）

公園
- すみよし公園（住吉町3丁目）

福祉医療
- 恵庭南病院（住吉町2丁目）

行政
- 恵庭郵便局（住吉町2丁目）

産業・商業
- うおはん（住吉町1丁目）
- ラーメン山岡家 恵庭店（住吉町1丁目）
- 札幌トヨタ自動車 恵庭店（住吉町1丁目）
- スズキ恵庭 北進自動車株式会社（住吉町1丁目）
- 自遊空間 SELF恵庭住吉店（住吉町2丁目）
- ツルハドラッグ 恵庭店（住吉町2丁目）
- びっくりドンキー 恵庭店（住吉町2丁目）
- キャッツアイ 恵庭店（住吉町2丁目）
- ラーメンさんぱち 恵庭店（住吉町2丁目）
- 富士交通株式会社（住吉町2丁目）